# Рамичи (Баня-Лука)
Рамичи (серб. Рамићи / Ramići) — село в общине Баня-Лука Республики Сербской Боснии и Герцеговины. Население составляет 1789 человек по переписи 2013 года.